# 零極子

零極子電路符號

零極子（nullator）為电子学中理想的非線性非時變單埠網路，端點之間的电流及電壓均為零。零極子同時具有短路（電壓為零）及開路（電流為零）的特性，同時是電壓源也是電流源
在電路中加入一個零極子類似增加一個電路需滿足的「限制條件」，強迫電路調整其他元件的電壓及電流以滿足此一條件。例如有負回授的理想運算放大器輸入就類似零極子，沒有輸入電流，輸入的二端子電壓差為零，因此這些條件可以用來分析輸算放大器週邊的電路。
零極子可以和任意子（norator，電壓及電流為任意值的元件）配對，以形成零任偶（Nullor）。
若零極子和任意子並聯，結果類似短路（零電壓，電流為任意值）。若零極子和任意子串聯，結果類似開路（零電流，電壓為任意值）。

## 延伸閱讀
- P. Kumar and Raj Senani, `Bibliography on nullors and their use in circuit analysis, synthesis and design', Analog Integrated Circuits and Signal Processing, Vol. 33, No.1, pp. 65–76, October 2002.
- Raj Senani, A. K. Singh, Pragati Kumar, R. K. Sharma,`Nullors, Their Bipolar and CMOS Implementations and Applications in Analog Circuit Synthesis and Design', pp. 31–59, Chapter 2 in `Integrated Circuits for Analog Signal Processing', Springer, 2013.

## 外部連結
- Nullator article from Analog Insydes reference （页面存档备份，存于）